# Sunny Bansemer

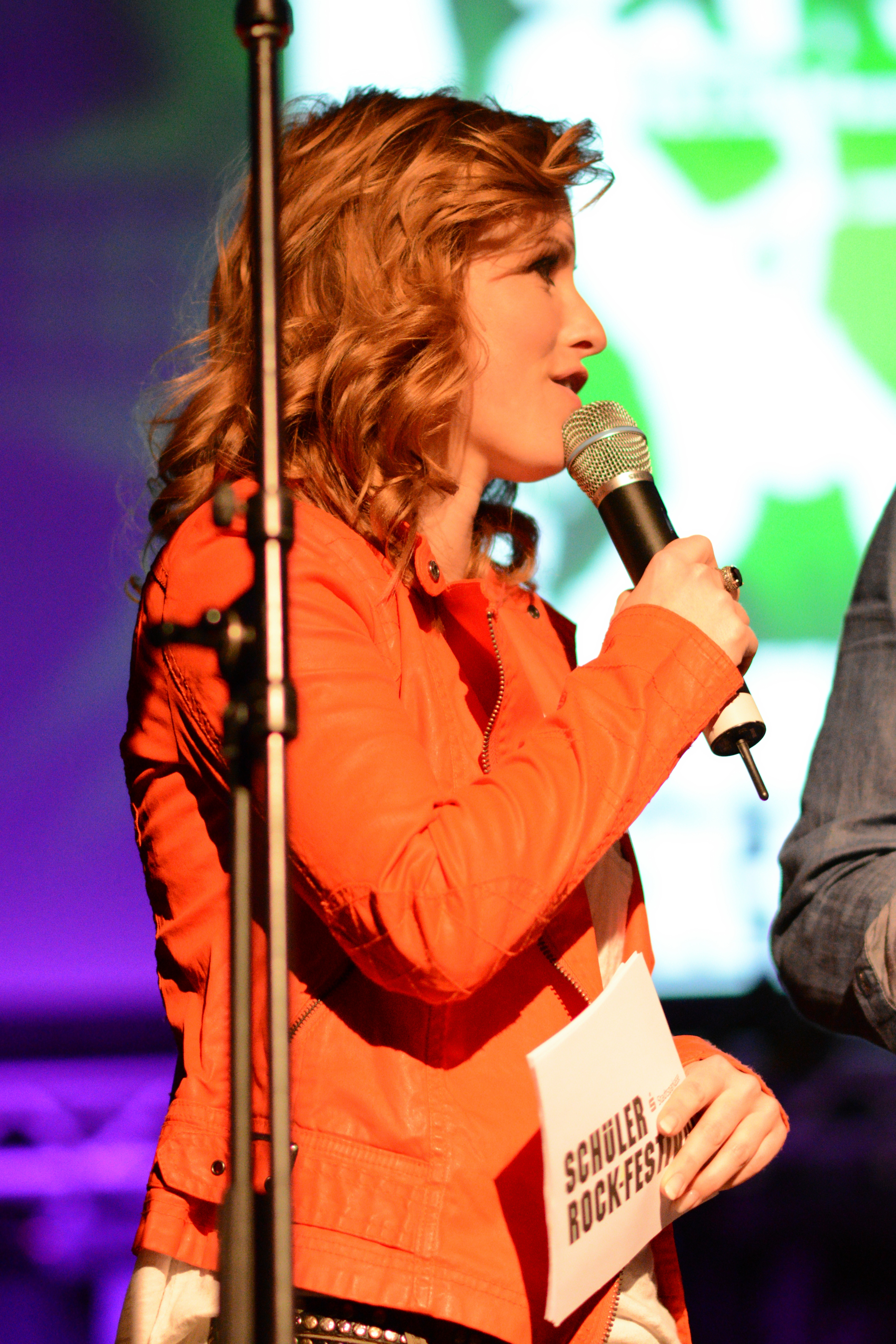
Sunny Bansemer, 2014

Sonja „Sunny“ Bansemer (* 22. Juli 1983 in Dortmund) ist eine deutsche Schauspielerin, Sprecherin und Moderatorin.

## Leben und Karriere
Sonja „Sunny“ Bansemer wurde 1983 in Dortmund geboren. Nach dem Abitur absolvierte sie an der German Musical Academy in Osnabrück eine Ausbildung zur Musicaldarstellerin und besuchte in Berlin, Valencia, Hamburg, Bremen, Bochum und Köln verschiedene Weiterbildungen in den Bereichen Schauspiel, Stimme und Moderation.
Sie ist außerdem ausgebildete Medientrainerin der Landesanstalt für Medien Nordrhein-Westfalen und IHK-zertifizierte Kommunikationstrainerin.
Als Schauspielerin war sie u. a. in Produktionen wie „Stromberg“, „Verbotene Liebe“, „Soko Stuttgart“, „Notruf Hafenkante“, dem mit dem Grimme-Preis ausgezeichneten TV-Drama „Der letzte schöne Tag“ zu sehen sowie dem Kinofilm „Der junge Häuptling Winnetou“. Sie moderierte zudem u. a. „Ich bin ein Star – holt mich hier raus! Das Magazin!“ und das Motorsport-Magazin „GT Series“ (beides RTL Nitro).
Darüber hinaus gründete Bansemer 2012 ein Angebot im Bereich der medienpädagogischen Kinder- und Jugendbildung, das zwischenzeitlich in „Freigesprochen Mediencoaching“ umfirmiert wurde.
Sunny Bansemer ist verheiratet und lebt in Köln.